# Hòa ước Neuilly

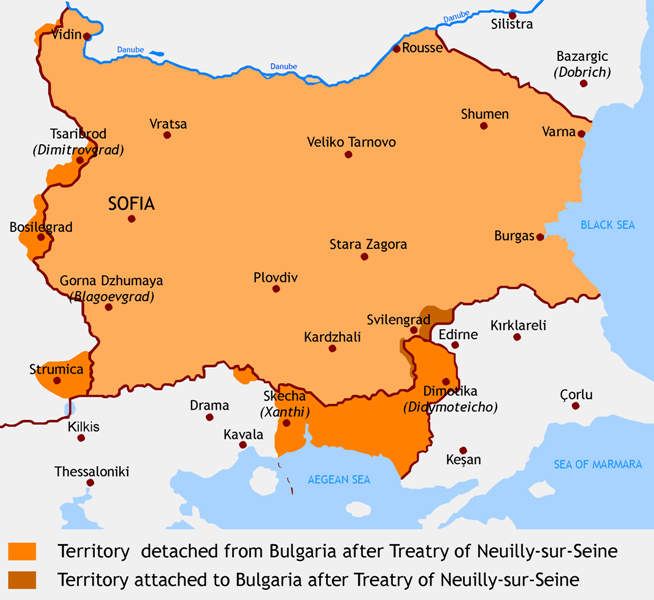
Bản đồ Bulgaria sau Hòa ước Neuilly

Hòa ước Neuilly là hoà ước được ký vào ngày 27 tháng 11 năm 1919 tại Neuilly-sur-Seine, ngoại ô Paris giữa nước bại trận trong Chiến tranh thế giới thứ nhất là Bulgaria với các nước thắng trận thuộc phe Hiệp ước. Hòa ước này là một trong 5 hòa ước thuộc hệ thống hòa ước Versailles được ký sau Chiến tranh thế giới thứ nhất.

## Bối cảnh ký kết hoà ước
Bulgaria tham gia Chiến tranh thế giới thứ nhất từ tháng 10 năm 1914 chống lại Serbia ở phía tây, România ở phía bắc và Hy Lạp ở phía nam nhằm tranh giành ảnh hưởng và lãnh thổ ở khu vực Balkan. Tuy nhiên, sau khi Đức thất bại liên tiếp ở mặt trận phía Tây từ đầu năm 1918 thì các nước đồng minh của Đức trong Liên minh Trung tâm cũng bị tấn công dồn dập. Ngày 29 tháng 9 năm 1918, Bulgaria đầu hàng vô điều kiện, trở thành nước đầu tiên trong Liên minh Trung tâm đầu hàng. Sau khi Chiến tranh thế giới thứ nhất chấm dứt, Bulgaria với việc là nước thua trận phải ký hòa ước với các nước thắng trận.

## Nội dung hòa ước
Ngày 27 tháng 11năm 1919, tại Neuilly-sur-Seine, ngoại ô Paris, đã diễn ra lễ ký kết hòa ước với Bulgaria với các điều khoản được quy định như sau:

### Lãnh thổ
Về lãnh thổ, Bulgaria phải cắt nhượng nhiều vùng đất đai cho các nước thắng trận là Hy Lạp, Nam Tư, Romania,... với tổng diện tích hơn 11000 km vuông. Tuy nhiên điều nghịch lý là trong điều 48 của Hòa ước Neuilly ghi rằng Bulgaria phải có lối thoát tự do ra biển Aegean nhưng trên thực tế Bulgaria phải cắt nhượng cho Hy Lạp miền tây Thracia tức là mất lối ra biển Aegean.

### Bồi thường chiến phí
Về bồi thường chiến phí, Bulgaria phải trả 2,25 tỉ franc vàng trong 37 năm, khoản tiền này tương đương 1/4 tài sản quốc dân của Bulgaria trước chiến tranh. Ngoài ra, trong vòng 6 tháng, Bulgaria phải nộp cho các nước thắng trận như Hy Lạp, Romania,... hơn 70000 gia súc lớn nhỏ và 50000 tấn than trong 5 năm. Bulgaria đồng thời phải cắt giảm lực lượng vũ trang xuống còn không quá 20000 người.